# 양진영 (배우)
양진영(1974년 1월 29일 ~ )은 대한민국의 배우였다.

## 생애
그는 서울특별시 영등포구에서 출생하여 지난날 한때 충청북도 청주를 거쳐 강원도 춘천에서 잠시 유아기를 보낸 적이 있는 그는 서울신길국교 재학중이던 1981년 MBC TV 드라마 《전원일기》로 첫 데뷔하여 그 후 1980년대 중후반 《TV 문학관》, 《호랑이 선생님》(MBC), 《푸른 교실》(MBC), 1990년대 초반 《유심초》(SBS) 등에 출연하였으며 다른 한편 1982년 영화 《저녁에 우는 새》의 단역을 통하여 영화배우 데뷔 후 아역 배우로 정점에 도달하였다.
그러나 1990년 7월 이후 그 동안 가정 문제 등으로 인하여 오로지 강원도 춘천에서만 지내다가 한때 이른바 못된 친구들의 꼬임에 빠져 방황하기도 한 그는 1992년 3월이 되어서야 TV 드라마 《전원일기》에 잠시 복귀하였지만 같은 해 1992년 6월 28일 국민학교 동창 두 명 등과 함께 서울 중구 미도파 백화점 앞길에서 밤길 거리에 쓰러져 있던 취객의 지갑 등을 훔치다가 결국 불구속 입건됨으로 인하여 방송 분야에서 영구 제명되었으며 이후 방송 분야 등을 사실상 떠나게 되었고 2002년 충청북도 청주 소재 모 호스트바에서 마담 두목으로 경찰에게 잠시 붙잡히기도 하였으며 그 후 2005년까지 지명수배 조처되기에 이르렀다.

## 출연작

### 드라마
- 《전원일기》 ... 어린 김금동 역
- 《TV 문학관 - 독 짓는 늙은이》
- 《베스트 셀러 극장 - 달평 씨의 두 번째 죽음》
- 《호랑이 선생님》
- 《남자의 계절》 ... 팔봉 역
- 《푸른 교실》
- 《유심초》

### 영화
- 《저녁에 우는 새》
- 《그해 겨울은 따뜻했네》
- 《그들도 우리처럼》
- 《넝쿨 속의 히야신스》

### TV 프로그램
- 《웃으면 복이 와요》
- 《야 일요일이다》
- 《특종 TV 연예》